# Ekiga
Ekiga (původně GnomeMeeting) je svobodný software umožňující používání VoIP a tvorbu video konferencí, součást projektu GNOME. Můžete skrze něj vytvářet audio a video konference s dalšími klienty kompatibilními s protokoly SIP a H.323 (založeném na OpenH323) včetně Microsoft NetMeeting. Mezi programem podporované operační systémy patří, kromě distribucí GNU/Linuxu, odnoží BSD a obecně unixových systémů, i Microsoft Windows.
Program původně napsal Damien Sandras jakou součást absolventské práce na Université catholique de Louvain. V současné době je projekt vyvíjen týmem dobrovolníků, který Damien Sandras vede. Logo bylo navrženo podle konceptu, který vytvořil příznivec projektu a fanoušek open-source Andreas Kwiatkowski.

## Základní informace
- Program vznikl přejmenováním projektu Gnomemeeting (kromě přidání nové funkcionality).
- Má vlastnosti podobné programům jako je Skype, SipGate, Netmeeting a Gnomemeeting.
- Technická koncepce je vybudovat z Ekigy program, který dokáže komunikovat přes všechny dostupné standardy.

## Uživatelské rozhraní
- Adresář kontaktů včetně rychlého vytáčení
- Číselná tlačítka pro vytáčení v okně programu
- Pokročilá historie volání
- Videokonference v režimu celé obrazovky
- Mód Automatická odpověď a Nevyrušovat
- Podpora SIP URL a H.323/callto